# Gnamptogenys ingeborgae
Gnamptogenys ingeborgae är en myrart som beskrevs av Brown 1993. Gnamptogenys ingeborgae ingår i släktet Gnamptogenys och familjen myror. Inga underarter finns listade i Catalogue of Life.